# Gordon Rorke
Gordon Frederick Rorke (* 27. Juni 1938 in Sydney, Australien; † 5. Juli 2025 ebenda) war ein australischer Cricketspieler, der im Jahr 1959 für die australische Nationalmannschaft spielte.

## Karriere
Rorke gab sein First-Class-Debüt für New South Wales in der Saison 1957/58. Er gab sein Test-Debüt gegen England im Januar 1959 im vierten Spiel der Serie. Dabei gelangen ihm 3 Wickets für 23 Runs. Auch im fünften und letzten Test der Tour erreichte er drei Wickets (3/41). Er fiel vor allem durch seine Größe auf und seine Fähigkeit als Bowler durch Nachziehen seines Hinterfußes die damals gültigen No-Ball-Regeln zu dehnen und so bei legalen Bällen die Abwurflinie deutlich zu übertreten. Die Regeln wurden nach einer eingeleiteten Untersuchung daraufhin angepasst. Im Dezember 1959 wurde er für die Tour in Indien in den Kader berufen und absolvierte dort zwei Spiele. Im zweiten dieser Tests musste er erkrankt aufgeben. Er litt daraufhin an Gewichtsverlust und musste frühzeitig abreisen. In der Fogle wurde er nicht mehr ins Nationalteam berufen. Im Jahr 1964 infizierte er sich mit Hepatitis und musste seine professionelle Karriere beenden. In späteren Jahren spielte er noch in den unteren Ligen.
Er verstarb im Juli 2025 im Alter von 87 Jahren.